# 李遠哲
李 遠哲（り えんてつ、1936年〈昭和11年〉11月19日 - ）は、台湾の化学者。カリフォルニア大学バークレー校名誉教授、名古屋大学高等研究院名誉院長。ローマ教皇庁科学アカデミー会員。日本学士院客員。学位はPh.D.（カリフォルニア大学バークレー校）。
台湾出身者として初めてノーベル賞（1986年ノーベル化学賞）を受賞した（受賞時はアメリカ国籍も保持）。

## 概要
特定の物理化学の研究で知られており、特に、交差分子線を使用して化学反応の挙動を調査および操作するための高度な化学動力学技術の使用で知られている。それらの業績により、ノーベル化学賞を授与されている。また、台湾以外の各国においても顕彰されている。
日本でも名古屋大学や早稲田大学から名誉博士号を授与されるなど、2007年（平成19年）1月に日本学士院客員に選定されている。

## 来歴

### 生い立ち
1936年、日本統治下の台湾の新竹州新竹市にて、画家の李澤藩の息子として生まれる。母は幼稚園の園長であった。日本統治時代末期に行われた日本語推進政策の影響で、9歳までは日本語だけを話しており、台湾語は不得意であった。
1943年、新竹公学校（現・新竹国小）に入学。第二次世界大戦の終戦後、中国語と台湾語を学ぶ。高等中学校時代に肺病を患い、この頃にマリ・キュリーの伝記の影響で化学者を志すようになった。

### 大学・大学院時代
新竹中学（現・国立新竹高級中学）卒業後、推薦により国立台湾大学化学工学科入学。2回生で化学科に編入。化学科の教員であった無機化学者の張昭鼎の影響を受け、物理化学に関心を持つ。当時の台湾では中国語の文献が中国国民党の検閲に遭っていたため、学生時代は岩波新書などの日本語の書籍をよく読んでいた。
その後は新竹に戻り、国立清華大学大学院原子科学研究科放射化学組修士課程に入学。当時同大客員教授であった濱口博の下で北投温泉で採取される北投石の放射性同位体成分の研究を行い、修士号を取得した。

### アメリカ時代
修士号取得後の1962年に渡米し、カリフォルニア大学バークレー校大学院入学。アルカリ原子の光励起イオン化現象など光化学を研究し、1965年にPh.D.を取得した。同校での指導教員はブルース・H・マハン。
ハーバード大学博士研究員を経て、シカゴ大学助教授・教授を歴任した。イオンビームと分子像の装置を開発し、分子線の交差衝突（交差分子線）における生成物の角度測定を行い、化学反応の過程を動力学的に研究した。1974年にカリフォルニア大学バークレー校の化学科教授に就任。
化学反応素過程の研究により1986年に、台湾で初のノーベル賞となるノーベル化学賞を受賞した。同年、ピーター・デバイ賞とアメリカ国家科学賞も受賞。

### 台湾帰国後の活動

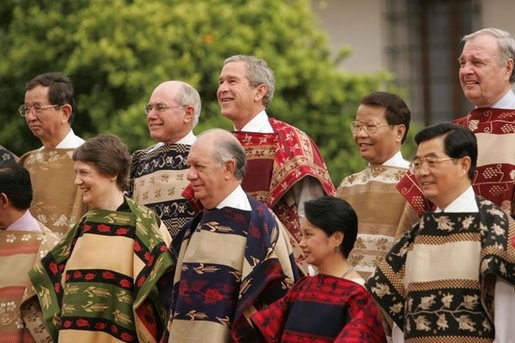
2004年アジア太平洋経済協力会議にて

1994年にアメリカ国籍を放棄し、台湾に帰国。同年、中華民国中央研究院長に就任し、2006年10月まで務めた。
2000年中華民国総統選挙では民進党の陳水扁支持を表明し、陳の当選に一役買ったと言われている。
2004年にチリで開催されたアジア太平洋経済協力会議に台湾を代表して出席し、米国のジョージ・W・ブッシュ大統領、日本の小泉純一郎首相、ロシアのウラジーミル・プーチン大統領、シンガポールのリー・シェンロン首相など、多くの国の指導者と交流を持った。

## 受賞歴
- 1981年 - アーネスト・ローレンス賞
- 1983年 - ハリソン・ハウ賞（アメリカ化学会）
- 1986年 - ノーベル化学賞
- 1986年 - アメリカ国家科学賞
- 1986年 - ピーター・デバイ賞
- 1987年 - Golden Plate Award（アカデミー・オブ・アチーブメント）
- 1992年 - Faraday Lectureship Prize（王立化学会）
- 1999年 - クラーク・カー賞（カリフォルニア大学）
- 2004年 - ジャワハルラール・ネルー勲章（インド国立科学アカデミー）
- 2008年 - Othmer Gold Medal（ケミカルヘリテージ財団）
- 2011年 - Ettore Majorana-Erice-平和のため科学賞（イタリア）
- 2011年 - コウォス賞（ポーランド）
- 2011年 - マリア・スクウォドフスカ＝キュリー賞（ポーランド）
- 2012年 - ハース賞（カリフォルニア大学）
- 2012年 - フランス国家功労勲章グラン・トフィシエ
- 2012年 - マヌエル・アマドール・ゲレロ勲章（パナマ共和国）
- 2013年 - 国家科学功労勲章（ブラジル連邦共和国）

## 科学アカデミー会員
- アメリカ芸術科学アカデミーフェロー
- 米国科学アカデミー会員
- 中央研究院院士
- 世界科学アカデミー（TWAS）会員
- ゲッティンゲン科学アカデミー通信会員
- インド国立科学アカデミー外国人名誉会員
- ローマ教皇庁科学アカデミー会員
- バングラデシュ科学アカデミー外国人会員
- 日本学士院客員
- 日本学術会議栄誉会員
- A.M.プロホロフ一般物理研究所外国人会員
- アッカデーミア・デイ・リンチェイ外国人会員